# 班茨哈夫权力指标
Banzhaf權力指標是一種用以衡量投票者在一次投票中影響投票結果的程度。這類投票的例子有公司股東投票。
若在一個選票組合之中，只要某一個投票人改變其決定，投票結果便會逆轉，則稱該投票人在那個組合是關鍵性的。要計算一個投票者的權力指標，首先列出所有投票結果為正的組合，然後求出目標投票人在哪些組合是關鍵性的，稱這數目為a。也求出所有組合中關鍵性的投票者的總數r。a/r便是該投票人的Banzhaf指標。

## 例子
設一次投票中有{\displaystyle k}個投票者，各有票數{\displaystyle a_{1},a_{2},...,a_{k}}。若在這次投票，一個決定要得到n票才能通過，則這個投票系統表示為{\displaystyle [n;a_{1},a_{2},...,a_{k}]}。
以下舉例，計算各投票者的Banzhaf指標。
若情況為[9; 7, 5, 4, 1]，在通過的情形中關鍵性的投票者：
- {7,5,4,1}：無
- {7,5,4}：無
- {7,5,1}：7,5
- {7,4,1}：7,4
- {5,4,1}：5,4
- {7,5}：7,5
- {7,4}：7,4
- {5,4}：5,4

因此各人的指標為：
- 握7票者: 4/12
- 握5票者: 4/12
- 握4票者: 4/12
- 握1票者: 0/12

Banzhaf指標是John F. Banzhaf III （页面存档备份，存于）創的。